# Henryk Teleżyński
Henryk Teleżyński herbu Gozdawa (ur. 27 maja 1905 w Poniewieżu, zm. 26 maja 1989 w Głoskowie) – polski botanik, profesor zwyczajny, wykładowca Uniwersytetu Wrocławskiego i Uniwersytetu Warszawskiego, współorganizator odbudowy Ogrodu Botanicznego we Wrocławiu, członek honorowy Polskiego Towarzystwa Botanicznego.

## Życiorys
Henryk Teleżyński pochodził ziemiańskiej rodziny Teleżyńskich herbu Gozdawa, zamieszkujących w Małym Porsku pod Łuckiem. Był synem Konstantego (1871-1960, inżynier architekt) i Weroniki z domu Rymowicz (1875-1953, nauczycielka). Jego wujem był Aleksander Teleżyński.
Doktorat z filozofii uzyskał w 1931 roku. W latach 1932–1935 był stypendystą Funduszu Kultury Narodowej w Zakładzie Genetyki Szkoły Głównej Gospodarstwa Wiejskiego, następnie, do wybuchu II wojny światowej asystentem w Zakładzie Biologii Ogólnej Instytutu Biologii Doświadczalnej Towarzystwa Naukowego Warszawskiego. W swojej działalności naukowej w tym okresie zajmował się badaniem ciągłości rozwojowej chromosomów, opublikował sześć, wielokrotnie cytowanych wówczas prac naukowych.
Od 1947 do 1950 roku pełnił funkcję zastępcy profesora i kierownika Katedry Anatomii i Cytologii Roślin, w latach 1948–1952 obowiązki dyrektora Instytutu Botaniki Uniwersytetu Wrocławskiego. Współuczestniczył w organizacji Instytutu Botaniki oraz Ogrodu Botanicznego we Wrocławiu. W 1950 roku uzyskał habilitację i stanowisko profesora nadzwyczajnego, zostając kierownikiem Katedry Anatomii i Cytologii Roślin Uniwersytetu Wrocławskiego. Był prodziekanem i dziekanem Wydziału Nauk Przyrodniczych. W 1956 roku został kierownikiem Katedry Anatomii i Cytologii Roślin Uniwersytetu Warszawskiego. Tytuł profesora zwyczajnego otrzymał w 1964 roku. W latach 60. XX w. uczestniczył w pracach nad utworzeniem Ogrodu Botanicznego PAN w Warszawie.
Był redaktorem naczelnym „Acta Societatis Botanicorum Poloniae”, członkiem sekretariatu naukowego Wydziału Nauk Biologicznych Polskiej Akademii Nauk, delegatem Ministra Szkolnictwa Wyższego do Komitetu Botanicznego PAN i rzeczoznawcą przy Radzie Głównej Szkolnictwa Wyższego. Członek Polskiego Towarzystwa Botanicznego, w latach 1955–1973 był przewodniczącym Zarządu Głównego. W 1975 roku został członkiem honorowym PTB.
Należał do Polskiej Zjednoczonej Partii Robotniczej. Był członkiem Komitetu Uczelnianego PZPR na Uniwersytecie Warszawskim